# 量子バス
量子バス（りょうしバス、英語: Quantum bus）とは、量子コンピュータ内の独立したキュビット間の情報を蓄積、転送したり、2つのキュービットを組み合わせ重ね合わせ状態を構成することができるデバイスである。このコンセプトはイェール大学の研究者によって実証された。
これらの発表に先立って、NISTの科学者達によって量子コンピュータのアーキテクチャにおける基本的な構成品としてその可能性が提唱されていた。